# Mick Jones (musicista 1944)
Mick Jones, all'anagrafe Michael Leslie Jones (Portsmouth, 27 dicembre 1944), è un chitarrista, compositore e produttore discografico britannico, meglio conosciuto come il membro fondatore del gruppo rock Foreigner.

## Biografia
Jones è nato nel Portsmouth, Hampshire. Ha iniziato la sua carriera musicale nei primi anni '60, come membro della band di Nero and the Gladiators, che ha segnato due minori singoli di successo britannico nel 1961. Dopo la fine della band, Jones ha lavorato come compositore e musicista di sessione per artisti come Sylvie Vartan e Johnny Hallyday, per il quale scrisse: Oh Ma Jolie Sarah, fino a quando non si è unito a Gary Wright, fondatore della band Spooky Tooth per formare i Wonderwheel. Nel 1973, Jones e Wright riformarono gli Spooky Tooth, e Jones divenne in seguito anche membro del gruppo di Leslie West. Ha anche suonato la chitarra per l'album Wind of Change (1972) di Peter Frampton e Dark Horse (1974) di George Harrison.
Nel 1976 ha formato i Foreigner con Ian McDonald e reclutato il cantante Lou Gramm. Jones ha co-prodotto tutti gli album del gruppo e scritto la maggior parte delle loro canzoni con Gramm. Jones ha scritto per la band il singolo di maggior successo, I Want to Know What Love Is, con un certo grado di contributo non accreditato da Gramm. Le tensioni sviluppate all'interno della band durante i primi anni '80 sono stati attribuiti a una differenza di gusti musicali tra Gramm, che era a favore di un taglio più hard rock, al contrario di Jones, più interessato all'elettronica. Gramm lasciò la band nel 1989, ma tornò nel 1991. Sempre nel 1989, Jones ha pubblicato il suo album da solista intitolato solo Mick Jones su Atlantic Records. Jones è l'unico musicista a suonare su ogni album dei Foreigner.
Ha composto con Eric Clapton la canzone Bad Love pubblicata nell'album Journeyman di Clapton, e nel 2002 la canzone On Her Mind con Duncan Sheik. Infine tra gli anni novanta e nei primi anni 2000, ha suonato con Bill Wyman's Rhythm Kings.
Nel 2024 ha rivelato di essere affetto dalla malattia di Parkinson.

## Vita privata
Jones è stato sposato per quasi 25 anni con Ann Dexter-Jones. Dal matrimonio, terminato col divorzio, sono nati due figli, Alexander e Annabelle, i quali sono fratellastri di Mark, Samantha e Charlotte Ronson, nati dal precedente matrimonio della madre. Il cantante ha anche altri due figli, Roman e Christopher Jones, nati anch'essi da relazioni precedenti.

## Album prodotti
Parallelamente all'attività con la band madre, Mick Jones ha lavorato come produttore ai seguenti album:
- 5150 – Van Halen (1986)
- Fame and Fortune – Bad Company (1986)
- Dead, White and Blue – Flesh & Blood (1989)
- Save the Last Dance For Me – Ben E. King (1989)
- Storm Front – Billy Joel (1989)
- In Deep – Tina Arena (1997)
- Beyond Good and Evil – The Cult (2001)

## Discografia

### Con i Foreigner
- Foreigner (1977)
- Double Vision (1978)
- Head Games (1979)
- 4 (1981)
- Agent Provocateur (1984)
- Inside Information (1987)
- Unusual Heat (1991)
- Mr. Moonlight (1994)
- Can't Slow Down (2009)

### Da solista
- Mick Jones (1989)